# 蔡款
蔡 款（さい かん、生没年不詳）は、中国三国時代の呉の政治家。字は文徳、または文至。徐州彭城郡の人。子は蔡条・蔡機。

## 生涯
年若い頃には不遇な境遇であったが、すぐれた人物鑑識を持つ張承に見いだされ、南陽郡の謝景とともに抜擢された。
蔡款は朝廷や地方での官を歴任し、清廉にして行動に節操があることで当時の世にその名が高かった。のちに衛尉に昇ったが、その官のまま中書令の職務にあたり、留侯に封ぜられたという。

## 一族
- 蔡条 - 蔡款の子。呉の尚書令・太子少傅。
- 蔡機 - 蔡款の子。呉の臨川太守。